# Selda Ünsal
Selda Ünsal, född 1 januari 1970, är en turkisk bågskytt. Hon deltog vid olympiska sommarspelen 1988.